# Hvîntove, Burîn
Hvîntove (în ucraineană Гвинтове) este localitatea de reședință a comunei Hvîntove din raionul Burîn, regiunea Sumî, Ucraina.

## Demografie
Componența lingvistică a localității Hvîntove
     Ucraineană (95,71%)
     Rusă (3,51%)
     Alte limbi (0,13%)
Conform recensământului din 2001, majoritatea populației localității Hvîntove era vorbitoare de ucraineană (95,71%), existând în minoritate și vorbitori de rusă (3,51%).